# Copenhague Handball
Maillots
Actualités
Dernière mise à jour : 10 novembre  2018.
Le Copenhague Handball (København Håndbold en danois) est un club danois de handball féminin basé à Copenhague, évoluant en championnat du Danemark féminin de handball.
Créé en 2013, le club reprend la licence de la section féminine du Frederiksberg IF, lui permettant de rejoindre la première division du championnat danois dès la saison 2013-2014.

## Palmarès
compétitions internationales
- néant

compétitions nationales
- champion du Danemark en 2018
- vice-champion du Danemark en 2017
- finaliste de la coupe du Danemark en 2017

## Entraîneurs successifs
- 2013-2014 :  Martin Albertsen (de)
- 2014-2016 :  Reidar Møistad
- Depuis 2016 :  Claus Mogensen (en)

## Joueuses marquantes
- Jenny Alm (2017-2019)
- Mie Augustesen (2013-2014)
- Marianne Bonde (2009 et 2013-2015)
- Kelly Dulfer (2017-2019)
- Anne Mette Hansen (2014-2017)
- Pernille Holmsgaard (2013-2016)
- Mai Kragballe Nielsen (2015-2019)
- Annika Meyer (2017-2019)
- Thea Mørk (2018)
- Anne Mette Pedersen (2013-2017)
- Louise Svalastog Spellerberg (2014-2018)
- Søs Søby (2013-2017)
- Josephine Touray (2005-2008 et 2010-2012)

## Bilan saison par saison
| Saison    | Div.                 | Saison régulière | Saison régulière | Playoffs  | Coupe du Danemark | Supercoupe | Coupes d'Europe                  | Entraîneur            |
| 2013-2014 | 1 Damehåndboldligaen | 9e               | 6 - 1 - 15       | -         | Quart de finale   | -          | 2 Coupe EHF : quart de finale    | Martin Albertsen (de) |
| 2014-2015 | 1 Damehåndboldligaen | 9e               | 6 - 3 - 13       | -         | Quart de finale   | -          | -                                | Reidar Møistad        |
| 2015-2016 | 1 Damehåndboldligaen | 7e               | 10 - 1 - 11      | -         | Quart de finale   | -          | -                                | Reidar Møistad        |
| 2016-2017 | 1 Damehåndboldligaen | 4e               | 13 - 2 - 7       | Finaliste | Quart de finale   | -          | -                                | Claus Mogensen (en)   |
| 2017-2018 | 1 Damehåndboldligaen | 1er              | 17 - 1 - 4       | Champion  | Finaliste         | -          | 2 Coupe EHF : phase de groupe    | Claus Mogensen        |
| 2018-2019 | 1 Damehåndboldligaen | en cours         | en cours         | en cours  | Quart de finale   | Vainqueur  | 1 Ligue des champions : en cours | Claus Mogensen        |

Légende : * : repêché, 1 à 3 : échelon de la compétition.

## Logos successifs

Logo actuel.